# Willem Frederik Donath

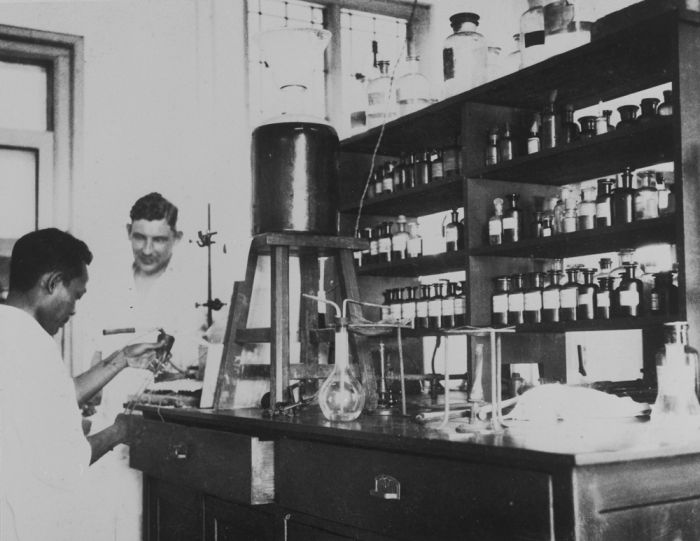
Willem Frederik Donath (rechts)

Willem Frederik Donath (* 25. Juni 1889 in Wormerveer; † 21. Februar 1957 in Den Dolder) war ein niederländischer Physiologe und Hygieniker.

## Leben
Donath besuchte das Lyzeum in Wageningen. Anschließend studierte er an der Universität Utrecht, in Wageningen und war von 1910 bis 1919 in Zürich.
Im Jahre 1921 wurde er wissenschaftlicher Beamter beim Volksgesundheitsdienst in Batavia. Von 1922 bis 1927 hatte er die Leitung des Analyselabors der Abteilung für Landwirtschaft in Buitenzorg inne. Innerhalb dieser Zeit isolierte er
1926 zusammen mit Barend Coenraad Petrus Jansen die kristalline Form des B1-Vitamins aus Reiskleie und gab ihm die Bezeichnung antineuritisches Vitamin (kurz Aneurin).
1930 war er als Dozent an der Hochschule von Batavia aktiv.
1939 kehrte er zurück zu den Niederlanden und wurde 1939 Mitarbeiter in der Stiftung Institut für moderne Viehfütterung „De Schothorst“ in Hoogland bei Amersfoort.
1949 war er Mitarbeiter im niederländischen Institut für präventive Heilkunde in Leiden.